# Нахбаева, Гулисхан Сайфуллиновна
Гулисхан Сайфуллиновна Нахбаева (каз. Гүлісхан Сайфулинқызы Нахбаева; род. 20 июня 1991, Шымкент) — казахстанская шахматистка, гроссмейстер среди женщин (2012). Лидер и капитан женской сборной Казахстана по шахматам.

## Биография
В шахматы начала играть с 6 лет, её наставником была мать, сама кандидат в мастера спорта по шахматам. Она отдала в шахматный клуб обеих дочерей и сына. В 14 лет Гулисхан имела первый разряд по плаванию и шахматам. Выбрала последнее увлечение, так как вдруг поделила 2-3 места на женском чемпионате Казахстана 2006 года. Это при участии в турнире женских гроссмейстеров Флюры Хасановой и Марии Сергеевой.
В 2012 году с красным дипломом окончила филологический факультет Южно-Казахстанского государственного университета им. Ауэзова в Шымкенте по специальности «Иностранный язык: два иностранных языка». В 2014 году окончила магистратуру по специальности «Иностранная филология» в Казахском национальном университе им. аль-Фараби в Алматы. В настоящее время посещает Казахскую академию спорта и туризма в Алматы.

## Шахматные достижения
- Двукратная юниорская чемпионка Азии (до 16 и до 18 лет), вице-чемпионка континента (до 20 лет).
- В составе сборной Казахстана участница 6-ти шахматных Олимпиад (2008—2018) и 3-х командных чемпионатов мира (2013—2017).
- В 2011 году впервые выиграла чемпионат Казахстана с рекордным результатом 9 очков из 9.
- В декабре 2011 года стала вице-чемпионкой женского турнира London chess Classic-2011, набрав по 7,5 очков из 9 с ММ Дагне Чюкшите (Литва/Англия) и выполнила норматив на звание женского гроссмейстера[3].
- С 2012 по 2014 гг. ещё три раза подряд становилась чемпионкой Казахстана.
- В апреле 2017 года Нахбаева стала пятикратной чемпионкой Казахстана, опередив призёров — международных женских гроссмейстеров Мадину Давлетбаеву из Тараза и Жансаю Абдумалик из Алматы[4]. В мае Гулисхан, будучи девятой по рейтингу, стала вице-чемпионкой континентального чемпионата Азии по классическим шахматам среди женщин (Asian Continental Chess Championships Open) в Чэнду (Китай). На чемпионат было заявлено 50 шахматисток из 13-ти стран, среди которых 1 международный гроссмейстер (китаянка Лэй Тинцзе) и 11 женских международных гроссмейстеров[5].
- В апреле 2018 года Нахбаева в 6-й раз без поражений выиграла чемпионат Казахстана в Алматы, опередив призёров — международного мастера ФИДЕ Асель Серикбай (Кызылорда) и международного гроссмейстера Елену Анкудинову (Павлодар). В июле на Кубке азиатских наций в иранском Хамадане стала лучшей в классике и третьей в блице на третьей доске[6]. В августе в индийском городе Хайдарабад выиграла турнир AICF International Women’s Grandmaster Chess Tournament-2018. При этом улучшила свой рейтинг Эло до 2400, что позволило ей оформить звание международного мужского мастера (IM)[7].

- В апреле 2019 стала 7-кратной чемпионкой Казахстана, опередив международного мастера Гульмиру Давлетову и гроссмейстера Мадину Давлетбаеву и снова получила право быть официальным участником от страны на личном чемпионате Азии и зональном турнире[8].

## Изменения рейтинга
| Графики недоступны из-за технических проблем. См. информацию на Фабрикаторе и на mediawiki.org. |